# Alejandra Alonso
Alejandra Alonso, född 1 oktober 1996 i Asunción, är en paraguayansk roddare.
Vid olympiska sommarspelen 2020 i Tokyo slutade Alonso på tredje plats i D-finalen i singelsculler, vilket var totalt 21:a plats i tävlingen.